# زوئی (فیلم)
زوئی (انگلیسی: Zoe) فیلمی در ژانر علمی–تخیلی رمانتیک به کارگردانی دریک دورمس و نویسندگی ریچارد گرینبرگ است که در سال ۲۰۱۸ منتشر شد. از بازیگران آن می‌توان به یوان مک‌گرگور، لئا سیدو، کریستینا آگیلرا، تئو جیمز، میراندا اتو، رشیدا جونز و متیو گری گابلر اشاره کرد.